# دامی‌چلدام
دامی‌چلدام (ترکی آذربایجانی: Damychldam) یک منطقهٔ مسکونی در جمهوری آرتساخ است که در استان شاهومیان واقع شده‌است.